# Wiktor Christienko
Wiktor Borisowicz Christienko (ros. Виктор Борисович Христенко, ur. 28 sierpnia 1957 w Czelabińsku) – rosyjski ekonomista i polityk, wicepremier w latach 1999–2000 i p.o. premiera Federacji Rosyjskiej w 2004, minister przemysłu i energetyki Rosji w latach 2004–2008.

## Życiorys
W 1979 ukończył studia w zakresie ekonomiki i organizacji budownictwa w Czelabińskim Instytucie Politechnicznym, a w 1983 ukończył studia doktoranckie w Moskiewskim Instytucie Zarządzania. W 1995 ukończył studia w Akademii Gospodarki Narodowej przy Rządzie Federacji Rosyjskiej. Posiada stopień doktora habilitowanego nauk ekonomicznych.
Po ukończeniu studiów pracował w Czelabińskim Instytucie Politechnicznym jako inżynier informatyk w katedrze ekonomiki budowy maszyn, a w 1980 został kierownikiem laboratorium. W następnych latach był tam wykładowcą i docentem.
W 1990 został wybrany do miejskiej Rady Deputowanych Ludowych Czelabińska. Przewodniczył komisji ds. rozwoju miasta i zasiadał w prezydium Rady. Wkrótce objął stanowisko pierwszego wiceprzewodniczącego miejskiego komitetu ds. ekonomiki i przewodniczącego komitetu ds. zarządzania mieniem miejskim. Od października 1991 pełnił funkcję wicegubernatora obwodu czelabińskiego, a w latach 1994–1996 pierwszego wicegubernatora.
W 1995 stanął na czele czelabińskiej organizacji partii Nasz Dom – Rosja, a w 1996 przewodniczył kampanii wyborczej Borysa Jelcyna w wyborach prezydenckich w obwodzie czelabińskim. W marcu 1997 został mianowany pełnomocnikiem prezydenta Rosji w obwodzie czelabińskim.
W lipcu 1997 został powołany na stanowisko wiceministra finansów w rządzie Czernomyrdina. W kwietniu 1998 został wicepremierem w rządzie Siergieja Kirijenki odpowiedzialnym za politykę finansową. W sierpniu 1998 po odwołaniu Kirijenki został mianowany pełniącym obowiązki szefa rządu, a w październiku 1998 został powołany na stanowisko pierwszego wiceministra finansów w rządzie Jewgienija Primakowa. W maju 1999 powierzono mu funkcję pierwszego wicepremiera w rządzie Siergieja Stiepaszyna. Stanowisko to zajmował także w rządzie Władimira Putina od sierpnia 1999. W styczniu 2000 został przesunięty na stanowisko wicepremiera. W maju 2000 został wicepremierem w rządzie Michaiła Kasjanowa. Po dymisji Kasjanowa od 24 lutego do 5 marca 2004 był pełniącym obowiązki premiera Rosji. W marcu 2004, w nowo utworzonym rządzie Michaiła Fradkowa objął stanowisko ministra przemysłu i energetyki.